# Olaf Devik
Olaf Martin Devik (né le 20 décembre 1886 à Gjerdrum, mort le 14 avril 1987 à Oslo) est un météorologue et physicien norvégien.
En 1915, il reçoit la mission d'organiser la station météo et le service météorologique de Norvège du Nord. Il est employé à l' institut de Géophysique de Tromsø, de 1918 à 1922, puis devient maître de conférences à l'Université norvégienne de sciences et de technologie à Trondheim de 1923 à 1932. Ensuite, il  travaille quelques années au Christian Michelsen Institut. De 1943 à 1945, il était à Londres en tant que chef du département des affaires de l'Église.
Il est également connu comme un éducateur et auteur. Il a publié de nombreux articles scientifiques dans diverses revues. En 1971, il écrit Entre les pêcheurs, les scientifiques et d'autres personnes et plusieurs manuels de physique pour l'école secondaire.

## Biographie

### Jeunesse et enseignement
Devik est né à Gjerdrum du directeur d'école Ole Gabriel Johnsen Devik (1856–1941) et de sa femme Marthe Klausdatter Lønnebotn (1857–1929). Il a pris l'examen artium à l'École de la cathédrale d'Oslo en 1904 et reçu le diplôme de Candidatus realium de l'université Royal Frederick (maintenant Université d'Oslo) en 1911,.
À partir de 1908, il a travaillé comme assistant de Wilhelm Bjerknes en géophysique et météorologie. Il a ensuite été assistant de Kristian Birkeland à partir de 1911, a étudié à l'Université d'Heidelberg de 1913 à 1914 et a été embauché à l'Université Royal Frederick en 1914. De 1915 à 1918, il a travaillé à Haldde (Alta (Norvège)) pour Ole Andreas Krogness qui dirigeait un observatoire des aurores boréales. Les deux ont suggéré avec succès la création d'un institut géophysique à Tromsø où ils déménagèrent pour travailler en 1918. Devik a continué à travailler sur la prévision d'avertissement de tempête et a établi plus de 20 postes d'observation météorologique, y compris des postes sur les îles aux Ours, Spitzberg et Jan Mayen. Lorsque les travaux furent terminés, leur travail aboutit à l'établissement du centre de prévision météorologique du Nord de la Norvège (Værvarslinga for Nord-Norge) en 1922.
En 1922, Devik a été nommé au poste de Professeur en physique à l'Institut norvégien de technologie à Trondheim (maintenant intégré à l'université norvégienne de sciences et de technologie). De 1923 à 1932, il donna des cours de physique au College de formation des enseignants de Norvège. En collaboration avec l'instituteur Sverre Bruun, il a écrit des manuels pour les écoles : Manuel de physique pour l'école secondaire (1928) et manuel de physique pour realgymnasiet (1933). Leurs livres furent réédités plusieurs fois et furent en concurrence avec le manuel Fysikk de Daniel Isaachsen et Gabriel Gabrielsen Holtsmark comme manuels scolaires,. Bruun et Devik ont aussi publié des manuels de physique pour le lycée en 1939 et 1964. En 1931, Devik publia la thèse « Thermische und dynamische Bedingungen der Eisbildung à Wasserläufen » qui lui valut un PhD en 1932. La même année, il a commencé à travailler pour le Chr. Institut Michelsen.

### Service au gouvernement
En 1938, Devik quitta le monde universitaire et devint sous-secrétaire d'État adjoint au ministère de l'Église et de l'Éducation. Après l'invasion et l’occupation allemandes de la Norvège en avril 1940, Devik continua son travail à la demande du gouvernement norvégien en exil mais il fut licencié en 1941. Il se vit offrir un poste de professeur, mais refusa et passa l'année suivante comme conférencier indépendant. En 1942, il fut également licencié de ce poste et en 1943, il s'enfuit au Royaume-Uni où il travailla pour le gouvernement en exil pendant le reste de la guerre. Après la guerre, il est retourné au ministère de l'Église et de l'Éducation, prenant sa retraite en 1956. Ces années ont vu le début de l'énorme croissance de l'enseignement supérieur en Norvège avec entre autres, la création du Fonds norvégien de prêt à l'éducation, la fondation de l'Université de Bergen et la création du  SINTEF.

### Autres activités
Pendant ses études, il a présidé l'Association des étudiants chrétiens norvégiens pendant un semestre. Il a été membre du conseil d'administration de la Société norvégienne de radiodiffusion en 1934. Après la guerre, il a été membre du conseil d'administration de la Fondation pour la vie étudiante à Oslo et il a été membre de la NTNF de 1946 à 1959 et de la NAVF de 1949 à 1957.
Il fut également membre de la Société royale des lettres et des sciences de Norvège à partir de 1928, de l'Académie norvégienne des sciences et des lettres dès 1932 et de l'Académie norvégienne des sciences technologiques à partir de 1956. Il était membre honoraire de la société Norsk Geofysisk Forening et a publié une petite histoire du 50e anniversaire de la société en 1967 avec Peter Martin Thrane,.

### Famille
Il était marié à Dagny Othilie Hansen (1892-1988) en juillet 1915 et mourut en avril 1987 à Oslo.

## Récompenses
Il a été nommé à la Première Classe de l'Ordre de Saint-Olaf,  Commandeur de l'ordre du Dannebrog et commandeur de l'Ordre royal de l'Étoile polaire.